# Эзи-су-Тиль
Эзи́-су-Тиль (фр. Aisy-sous-Thil) — коммуна во Франции, находится в регионе Бургундия. Департамент коммуны — Кот-д’Ор. Входит в состав кантона Преси-су-Тиль. Округ коммуны — Монбар.
Код INSEE коммуны — 21007.

## Население
Население коммуны на 2010 год составляло 221 человек.
| 1962 | 1968 | 1975 | 1982 | 1990 | 1999 | 2010 |
| ---- | ---- | ---- | ---- | ---- | ---- | ---- |
| 250  | 277  | 336  | 236  | 229  | 220  | 221  |

## Экономика
В 2010 году среди 133 человек трудоспособного возраста (15—64 лет) 93 были экономически активными, 40 — неактивными (показатель активности — 69,9 %, в 1999 году было 69,7 %). Из 93 активных жителей работали 87 человек (43 мужчины и 44 женщины), безработных было 6 (2 мужчин и 4 женщины). Среди 40 неактивных 11 человек были учениками или студентами, 24 — пенсионерами, 5 были неактивными по другим причинам.